# 스칼라 (물리)
스칼라(scalar)는 하나의 숫자로만 표시되는 양 즉, 단지 크기만 있는 물리량이다. 벡터, 텐서 등이 방향과 크기가 있는 물리량인데 대하여 방향의 구별이 없는 수량이다. 숫자를 예로 들면, 스칼라는 |-1|, |2| 등으로 표기되는 절댓값이고 벡터는 +3, -4, +2 등 방향까지 포함된 값으로 볼 수 있다. 스칼라에는 시간, 속력, 온도, 에너지, 질량, 전하량, 밀도 등이 있다.

## 같이 보기
- 스칼라 (수학)